# Nyåker
Nyåker ist ein småort in der nordschwedischen Gemeinde Nordmaling in Västerbottens län.
Der Ort liegt am Fluss Svartbäcken etwa zwanzig Kilometer nördlich von Nordmaling. Durch den Ort führt der Länsväg 353 von Nordmaling über Bjurholm nach Lycksele. Der Ort besitzt einen Bahnhof an der alten Strecke der Stambanan genom övre Norrland; dieser wird für den Personenverkehr nicht mehr genutzt.
Die Bevölkerungsentwicklung von Nyåker ist rückläufig: Bis 1970 war der Ort noch als Tätort mit mehr als 200 Einwohnern gelistet. Nyåker besitzt eine eigene Kirche, welche zu Nordmalings socken gehört. Zur Bekanntheit von Nyåker haben die gleichnamigen Pfefferkuchen beigetragen, welche heute noch industriell hergestellt werden.